# Straßenbahn Croydon

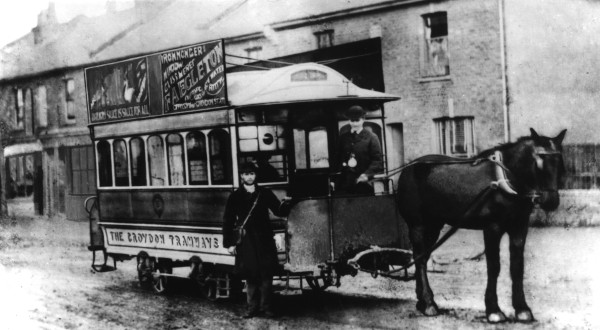
Pferdestraßenbahn vor dem Red Deer in Croydon

Die Straßenbahn Croydon war ein Straßenbahnnetz, das ab 1879 in der britischen Stadt Croydon, seit 1965 ein Stadtbezirk von London, betrieben wurde. Es wurde 1933 in das Netz der Straßenbahn London integriert und war als Teil dieses Netzes abschnittsweise noch bis 1951 in Betrieb. Seit 2000 fahren in Croydon die Straßenbahnen des Tramlink, jedoch größtenteils auf anderen Strecken als die ursprüngliche Straßenbahn.

## Geschichte

### Croydon Tramways Co. (1878–1883)
Am 8. August 1878 wurde in Croydon die Croydon Tramways Company gegründet. Die Konzession umfasste folgende Strecken, die als Pferdebahn in Normalspur gebaut werden sollten:
- vom Thornton Heath Pond entlang der London Road, North End und High Street bis ins Zentrum von Croydon am Crown Hill (Ecke High Street/George Street),
- von der London Road abzweigend entlang der Oakfield Road und St. James’s Road bis zur Windmill Bridge (Ecke Milton Road),
- von der St. James’s Road abzweigend entlang der Whitehorse Road bis zum „Gloster“ an der Ecke Northcote Road, sowie
- vom Red Deer (nahe der Sanderstead Road) in South Croydon entlang der Brighton Road, South End und High Street bis zum Green Dragon (in Höhe Scarbrook Road) ohne Verbindung zum übrigen Netz.

Eine Verbindung des südlichen und nördlichen Netzteils entlang der High Street war zunächst nicht möglich, da die Straße damals für einen Straßenbahnbetrieb zu schmal war. Alle konzessionierten Strecken wurden sogleich gebaut und wie folgt eröffnet:
| Datum           | Streckenabschnitt                                |
| --------------- | ------------------------------------------------ |
| 9. Oktober 1879 | Thornton Heath Pond – Bahnhof West Croydon       |
| 1. Januar 1880  | Bahnhof West Croydon – Crown Hill                |
| 1. Januar 1880  | London Road/Oakfield Road – Windmill Bridge      |
| 1. Januar 1880  | St. James’s Road/Whitehorse Road – „The Gloster“ |
| 14. Mai 1880    | „Green Dragon“ – South Croydon, „Red Deer“       |

Der Betriebshof des nördlichen Netzes befand sich nahe der Endstelle in Thornton Heath am „Fern Cottage“. Für die vom übrigen Netz getrennte Strecke nach South Croydon wurde ein kleines Depot an der Brighton Road gebaut. Es befand sich auf dem Hinterhof der Gaststätte „Swan and Sugarloaf“, wo die Straße South End in die Brighton Road übergeht. Das Depot hatte keine Gleisverbindung zur Strecke, die Wagen mussten per Manneskraft über die Straße in das Depot geschoben werden.
1880 erteilte die Verwaltung der Bahngesellschaft eine Erweiterungskonzession für:
- eine Querverbindung vom Thornton Heath Pond entlang der Brigstock Road, Colliers Water Lane (heute Teil der Brigstock Road), Thornton Heath High Street und Whitehorse Road bis „The Gloster“, sowie
- eine Strecke vom North End entlang der George Street, Cherry Orchard Road und St. James’s Road East (heute Lower Addiscombe Road) bis Addiscombe, Alma House (Ecke Clyde Street).

Zunächst wurde der Abschnitt vom North End zum Bahnhof East Croydon gebaut und am 15. Januar 1881 eröffnet. Der Rest der Strecke nach Addiscombe wurde zwar bereits im März 1881 fertiggestellt, ging aber erst am 6. März 1882 in Betrieb, nachdem ein Baustoffhandel an der Cherry Orchard Road gegen die Straßenbahn geklagt hatte, da die Gleise zu nahe an ihrem Gebäude vorbeiführten und so kein Platz für einen Gehsteig war. Am 12. Dezember 1881 war inzwischen auch die Querverbindung von Thornton Heath Pond zum „Gloster“ eröffnet worden.
Auf dem kurzen Abschnitt von der St. James’s Road/Whitehorse Road zur Windmill Bridge blieb der wirtschaftliche Erfolg aus und die Strecke wurde schon bald, spätestens Anfang 1883, stillgelegt. Die Länge des gesamten Streckennetzes belief sich nach dieser Stilllegung auf 12 Kilometer. Das Netz war eingleisig mit Ausweichen angelegt. Folgende Linien wurden 1883 betrieben und durch die Farbgebung der Wagen unterschieden:
| Linienführung                                                                              | betrieben mit            |
| ------------------------------------------------------------------------------------------ | ------------------------ |
| Crown Hill – Bahnhof West Croydon – London Road – Thornton Heath Pond                      | dunkelgrüne Doppeldecker |
| Crown Hill – Bahnhof West Croydon – Whitehorse Road – Thornton Heath – Thornton Heath Pond | blaue Eindecker          |
| Crown Hill – Bahnhof East Croydon – Addiscombe, Alma House                                 | rote Eindecker           |
| „Green Dragon“ – South Croydon, „Red Deer“                                                 | rote Eindecker           |

Am 24. Juli 1882 wurde die Norwood District Tramways Company im benachbarten Norwood gegründet. Sie erhielt die Konzession für den Bau und Betrieb mehrerer normalspuriger Pferdebahnstrecken, die zum Teil an das bestehende Croydoner Netz anschließen sollten.
Die Gesellschaft begann zwar im Mai 1883 mit den Bauarbeiten für eine Strecke von Selhurst nach Crystal Palace, hatte jedoch keine ausreichenden Geldmittel, um eine der Strecken fertigstellen zu können.

### Croydon and Norwood Tramways Co. (1883–1889)
Am 2. August 1883 wurden die Strecken und Konzessionen der Croydon Tramways Co. und der Norwood District Tramways Co. durch die gleichzeitig neu gegründete Croydon and Norwood Tramways Company übernommen. Die neue Gesellschaft erhielt außerdem Konzessionen für weitere Strecken:
- eine Verlängerung der South-Croydon-Linie nach Purley, Godstone Road und
- eine Verbindungsstrecke zwischen Northcote Road und London Road entlang der Windmill Road

Weiterhin wurden 16 zusätzliche Ausweichen auf dem bestehenden Netz sowie die Einführung des Dampfbetriebs in South Norwood genehmigt. Zunächst baute die Bahngesellschaft drei Strecken, die alle am 15. Dezember 1883 eröffnet wurden. Dies umfasste eine Strecke vom „Gloster“ durch die Northcote Road, Selhurst Road und South Norwood High Street nach South Norwood, Portland Road, sowie eine Strecke von Addiscombe, Alma House, durch die Lower Addiscombe Road, Spring Lane und Portland Road bis South Norwood. Die beiden Strecken wurden in South Norwood zwar verbunden, jedoch gab es keine Verbindungskurve aus der Portland Road in die High Street in Richtung Croydon, sodass ein Ringverkehr nicht möglich war. Die Wagen aus Addiscombe endeten vor der Bahnbrücke in der Portland Road. Außerdem wurde eine kurze Linie von der Whitehorse Road/Whitehorse Lane durch die Whitehorse Lane und Clifton Road bis zur Selhurst Road gebaut, die anfangs von einem Pendelwagen bedient wurde, dessen Betrieb jedoch offenbar bereits nach wenigen Wochen eingestellt wurde. Die Strecke blieb zunächst als Betriebsstrecke bestehen.
Die beiden 1883 neu konzessionierten Strecken sowie die ebenfalls geplanten Strecken nach Penge und Crystal Palace wurden vorerst nicht gebaut. Hinter der St. Luke’s Church in der Spring Lane wurde ein weiteres Depot gebaut. Auch der geplante Dampfbetrieb wurde nicht eingeführt. Die Betriebsführung oblag ab 1883 zwar einer Steam Tramways Traction Company, die das Netz gepachtet hatte, wurde zum 31. Dezember 1884 jedoch an die Croydon & Norwood übergeben.
1887 geriet die Bahngesellschaft zunehmend in finanzielle Schieflage und meldete am 25. Oktober des Jahres Konkurs an. Die weniger nachgefragten Streckenabschnitte Addiscombe, Blackhorse Lane nach South Norwood einschließlich des Depots in der Spring Lane, sowie der Abschnitt von der Whitehorse Road/High Street bis Selhurst Road/Clifton Road, die beide erst Ende 1883 eröffnet worden waren, wie auch der Abschnitt vom „Gloster“ zur Ecke Whitehorse Road/High Street wurden stillgelegt und abgebaut. Zwischen Addiscombe, Alma House und dem Gleisende an der Blackhorse Lane fand auch kein regulärer Linienbetrieb mehr statt. Am 26. August 1889 wurde die Bahngesellschaft in Croydon Tramways Company umgegründet und erhielt damit den Namen wieder, den der Vorgängerbetrieb bis 1883 bereits hatte.

### Croydon Tramways Co. (CTC) (1889–1900)

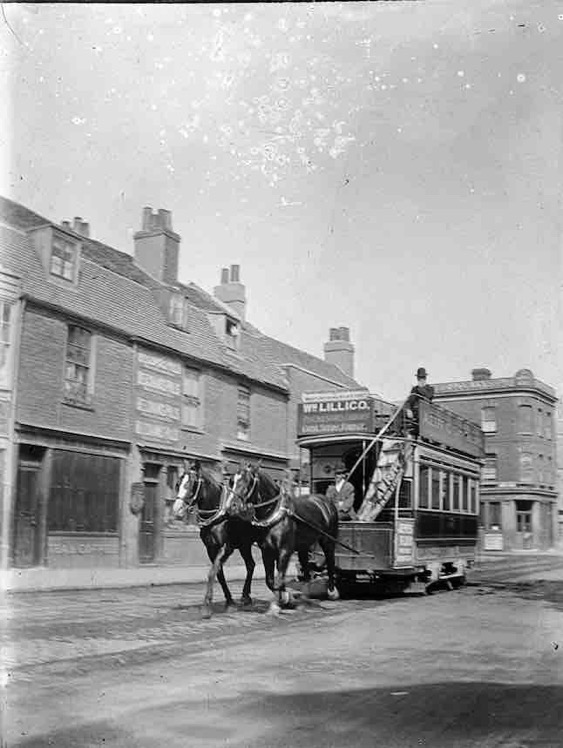
Pferdestraßenbahnwagen Nr. 31 auf der Strecke nach Thornton Heath

Die Gesellschaft führte den Betrieb nun unverändert fort. Neue Strecken wurden unter der Regie der CTC nicht gebaut. Der Betrieb experimentierte jedoch auf der Linie vom Thornton Heath Pond zum Crown Hill mit alternativen Antriebsmöglichkeiten. 1891 und 1892 wurden hier zwei verschiedene Akkumulator-Triebwagen getestet. Ende 1893 führte ein mit Leichtöl betriebener Triebwagen Testfahrten auf der Strecke aus. Ein mit Kohlegas betriebener Wagen fuhr ebenfalls 1893. Eine verbesserte Version des Kohlegaswagens wurde für mehrere Monate im Jahr 1894 zwischen Thornton Heath Pond und Crown Hill im Linienbetrieb getestet. Keiner der Wagen konnte jedoch überzeugen und so blieb es zunächst beim Pferdebetrieb. Die Bahngesellschaft ersuchte 1894 außerdem um eine Konzession für eine Verlängerung der Strecke in der London Road von Thornton Heath Pond nach Streatham, wo sie auf das bestehende Netz der Straßenbahn London getroffen wäre. Die Konzession wurde zwar erteilt, aber die finanziellen Mittel für den Streckenbau konnten nicht aufgebracht werden, sodass sie verfiel.
In den Jahren 1893 und 1894 verbreiterte die der Stadt Croydon gehörende Croydon Corporation unter Abriss der Altbebauung, darunter des alten Rathauses der Stadt, die High Street und baute in eigener Regie eine Gleisverbindung zwischen den beiden Streckennetzteilen, die am 6. Juni 1897 eröffnet und gleichzeitig an die CTC verpachtet wurde. Die Hauptlinie der CTC führte nun von Thornton Heath, High Street durch Croydon hindurch bis zum Red Deer in South Croydon. Die übrigen Linien endeten weiterhin an der George Street oder am Bahnhof West Croydon. Die seit 1887 nicht mehr linienmäßig befahrene Strecke von Addiscombe, Alma House bis Blackhorse Lane wurde spätestens 1897 stillgelegt. Die Eisenbahnunterführung am Haltepunkt Bingham Road war ohnehin zu niedrig für die Doppeldecker, die nun ausschließlich den Wagenpark bildeten. Das Gleis blieb bis zur Unterführung liegen und wurde später reaktiviert.

### Croydon Corporation Tramways (1900–1933)

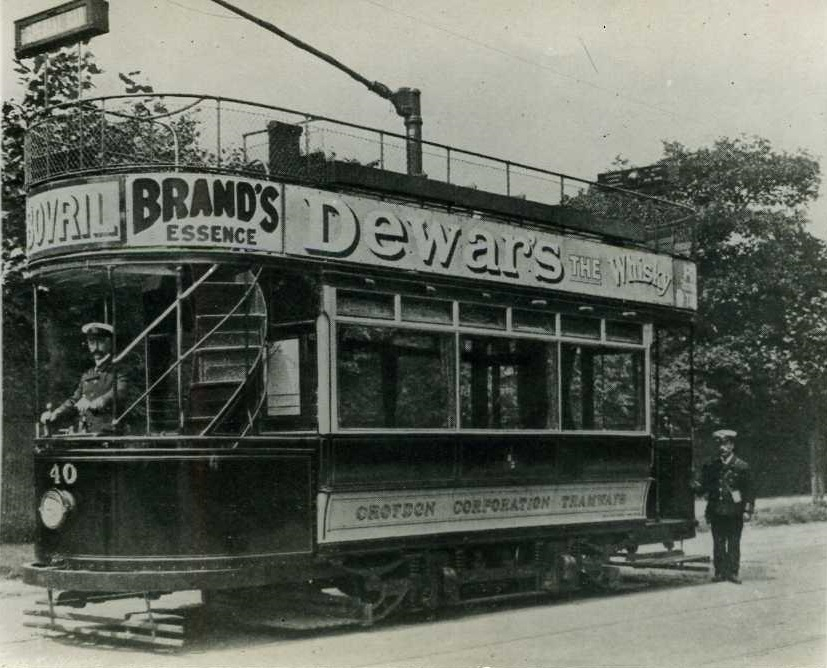
Wagen Nr. 40 der Croydon Corporation Tramways

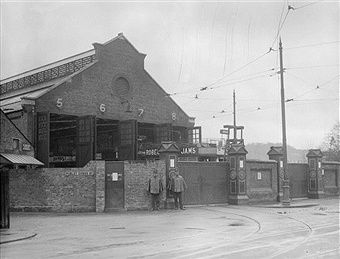
Straßenbahndepot der Croydon Corporation Tramways, während des Streiks 1916

Wie bei allen Straßenbahngesellschaften im Großraum London bestand auch für die Straßenbahn Croydon eine 21-jährige Frist zur Kommunalisierung des Betriebs, also ein Kaufrecht durch die Stadt bzw. den Verwaltungsbezirk. Die Croydon Corporation übernahm unter Anwendung dieses Rechts am 22. Januar 1900 den Straßenbahnbetrieb und verpachtete ihn an die British Electric Traction Company Ltd. (BET), die die Elektrifizierung der Strecken anstrebte. Anders als in vielen anderen Fällen im Großraum London gab es in Croydon keine Widerstände gegen die Kommunalisierung.
Der neue Eigentümer baute zunächst einige Streckenerweiterungen als Pferdebahn. So ging am 2. Mai 1901 eine Verlängerung der South-Croydon-Linie über die bereits 1883 konzessionierte Strecke bis Purley, Brunnen (Ecke Godstone Road) in Betrieb. Am 3. August 1901 wurde außerdem die Verlängerung von Thornton Heath Pond über die London Road bis zur Londoner Stadtgrenze an der Hermitage Bridge, wo die London Road in die Streatham High Road übergeht, eröffnet. In Norbury bestand ab 1909 eine Umsteigemöglichkeit, jedoch vorerst keine Gleisverbindung, zur Straßenbahn London. Die Streckengleise der beiden Gesellschaften endeten dort mit lediglich 15 Zentimetern Abstand.
Die Elektrifizierung des Streckennetzes erfolgte in mehreren Schritten:
| Datum              | Streckenabschnitt |
| ------------------ | --- |
| 26. September 1901 | Bahnhof Norbury – Thornton Heath Pond – Bahnhof West Croydon – Croydon High Street – South Croydon – Purley, Brunnen |
| 4. Januar 1902     | Crown Hill – Bahnhof East Croydon – Addiscombe, Haltepunkt Bingham Road                                              |
| 10. Januar 1902    | Bahnhof Thornton Heath – Thornton Heath Pond                                                                         |
| 24. Januar 1902    | London Road/Oakfield Road – Whitehorse Road – Bahnhof Selhurst                                                       |
| 14. März 1902      | Bahnhof Selhurst – South Norwood, High Street/Portland Road                                                          |
| Mitte 1902         | Thornton Heath, High Street/Whitehorse Road – Bahnhof Thornton Heath                                                 |
| 17. November 1902  | Norbury, Hermitage Bridge – Bahnhof Norbury                                                                          |

Die Tieferlegung der Straße unter der Eisenbahnbrücke in Norbury war zum Zeitpunkt der Eröffnung der elektrischen Straßenbahn noch nicht fertiggestellt, sodass die elektrische Straßenbahn zunächst auf der Südseite des Bahnhofs Norbury endete. Dasselbe Problem bestand in Thornton Heath. In Addiscombe wurde auch das noch verbliebene Reststück der ehemaligen Pferdebahnstrecke nach South Norwood bis zum Haltepunkt Bingham Road elektrifiziert und wiedereröffnet. Einige Streckenabschnitte wurden zweigleisig ausgebaut. In Purley entstand außerdem ein neuer Betriebshof an der Ecke Purley Downs Road. Das alte provisorische Depot an der Brighton Road war bereits 1897 geschlossen worden.
Ebenso fuhren die elektrischen Bahnen in South Norwood nun wieder bis zur Portland Road. Die Pferdebahnen hatten zuvor seit 1887 am Uhrenturm (Ecke Station Road) ihre Endstelle. Einen weiteren Umbau erfuhr die Strecke vom Bahnhof West Croydon über Selhurst nach South Norwood. Stadtwärts fuhren die Wagen weiterhin über die alte Strecke durch die Oakfield Road. Landwärts befuhren sie eine neue Strecke durch die Station Road und Wellesley Road bis zur Whitehorse Road, wo sie auf die alte Streckenführung trafen. Am 14. Dezember 1905 eröffnete die Croydon Corporation auch die Strecke von South Norwood nach Penge, wo sich die Endstelle an der Penge Road/Selby Road (an der Ortsgrenze Norwood/Penge) befand. Der Abschnitt wurde durch die Croydon Corporation unter finanzieller Beteiligung der BET gebaut. Die Verlängerung nach Penge wurde nun jedoch durch die BET selbst gebaut und am 13. Februar 1906 eröffnet. Hierfür wurde eigens eine neue Bahngesellschaft, die South Metropolitan Electric Tramways and Lighting Company Ltd. (SMET), gegründet. Zunächst wurde die neue Strecke durchgehend von der Croydoner Linie bedient, die bis dahin an der Stadtgrenze geendet hatte. Der Pachtvertrag mit der BET lief jedoch am 1. Juni 1906 aus und die Croydon Corporation betrieb das in Croydon liegende Streckennetz nun in eigener Regie, während die BET-eigene Strecke von der Stadtgrenze nach Penge von der SMET mit einem Pendelwagen befahren wurde. Erst später einigte man sich auf einen durchgängigen Betrieb nach Penge mit Croydoner Wagen, während die kurze Zeit später eröffnete SMET-Linie nach Crystal Palace vom Bahnhof West Croydon über Croydoner Gleise mit SMET-Fahrzeugen bedient wurde. Der durchlaufende Betrieb begann am 24. Juni 1907.
Nun wurde durch die Croydon Corporation eine der 1887 stillgelegten Strecken, die Querverbindung von Thornton Heath bis zum „Gloster“ wieder aufgebaut und am 19. November 1906 als zweigleisige elektrische Straßenbahn wiedereröffnet. Es fuhren nun zwei Linien nach Thornton Heath, High Street, eine von South Croydon über Thornton Heath Pond und die andere vom Bahnhof West Croydon über „Gloster“. In Thornton Heath bestand ein Wagendurchlauf auf die jeweils andere Linie, wodurch eine Ringlinie entstanden war. Damit hatte das Streckennetz der Croydon Corporation seine maximale Länge von rund 17 Kilometern erreicht. Die Ringlinie wurde bereits zum 15. Januar 1908 wieder aufgehoben und die Linie von South Croydon endete an der Whitehorse Lane, während von dort bis zum „Gloster“ ein Pendelwagen verkehrte, der am 4. Juli 1908 den Betrieb einstellte. Vom 28. Juli 1911 bis 8. März 1913 wurde die Thornton-Heath-Linie nochmals bis zum „Gloster“ verlängert. Dies sollte jedoch der letzte Linienverkehr auf der zweigleisigen Strecke in der nördlichen Whitehorse Road sein. Der Abschnitt wurde etwa 1926 abgebaut.
Nachdem für den Ersten Weltkrieg zahlreiche Männer in den Militärdienst eingezogen worden waren, herrschte bei der Straßenbahn Personalnot. Die Bahnverwaltung stellte 1915 erstmals Frauen als Schaffner ein. Als auch Fahrerinnen eingestellt werden sollten, traten am 2. Juni 1916 die männlichen Arbeiter der Straßenbahn in den Streik. Innerhalb von fünf Wochen wurde der Streit beigelegt und der Streik beendet. Fahrerinnen wurden nicht eingestellt. Bis Mai 1919 waren auch alle Schaffnerinnen wieder entlassen und durch aus dem Kriegsdienst zurückgekehrte frühere Arbeiter ersetzt worden.
1916 führte die SMET Liniennummern ein und schlug dies auch der Croydon Corporation vor. Offiziell erhielten dabei die vier Linien der Croydon Corporation die Nummern 1 bis 4. Diese Nummern waren auch auf den Streckenkarten, die von den Straßenbahngesellschaften herausgegeben wurden, verzeichnet. Die Croydon Corporation weigerte sich jedoch, sie auch an den Wagen zu führen. Es fuhren Linie 1 (Norbury–Purley), Linie 2 (Norbury–Thornton Heath), Linie 3 (High Street–Addiscombe) sowie Linie 4 (Bahnhof West Croydon–Penge). Von Januar bis Oktober 1924 verkehrte die Linie 4 zur Verstärkung des Innenstadtverkehrs südwärts bis zum „Greyhound“ in der High Street (südlich der Kreuzung Mint Walk). Ab dem 3. November 1924 fuhr die Linie 2 nur noch bis South Croydon, „Red Deer“. In dieser Zeit wurden fast alle Strecken des Netzes erneuert und weitere Abschnitte zweigleisig ausgebaut. Lediglich die Strecke nach Addiscombe behielt ihren schlechten Gleiszustand.
Mit der Straßenbahn London begann am 7. Februar 1926 ein Gemeinschaftsverkehr, nachdem an der Stadtgrenze in Norbury im September 1925 eine Gleisverbindung hergestellt worden war. Die Londoner Linien 16 und 18 fuhren nun vom Embankment nach Purley und ersetzten die Croydoner Linie 1. Die Linie 2 endete nun am „Greyhound“, lediglich im Schülerverkehr fuhren einzelne Fahrten weiterhin bis zum „Red Deer“. 1926 wurde außerdem die Schleifenfahrt für die Linien aus Richtung Selhurst am Bahnhof West Croydon aufgegeben und die Strecke in der St. James’s Road und Oakfield Road stillgelegt. In der Station Road und Wellesley Road wurden Ausweichen eingebaut und die Endstelle der Linie 4 und der SMET-Linie 5 am Bahnhof West Croydon lag nun in der Station Road an der Einmündung in die Straße North End.
Am 29. März 1927 wurde die Strecke vom Crown Hill nach Addiscombe (Linie 3) stillgelegt und durch eine Buslinie der London General Omnibus Company ersetzt, nachdem sich die Gleislage durch ausgebliebene Reparaturen zusehends verschlechtert hatte. Bis April 1933 wurde der zweigleisige Ausbau der Hauptstrecke von Norbury nach Purley durch die Innenstadt von Croydon zwischen Crown Hill und Parker Road abgeschlossen. Dabei wurde die Endstelle der Linie 2 zum Davis Theatre an der Ecke Whitgift Street verlegt, wo ein neuer Gleiswechsel eingebaut wurde. Die Croydon Corporation übergab am 1. Juli 1933 ein Streckennetz von noch 14,93 Kilometern an das London Passenger Transport Board. Am 6. Dezember 1933 wurde die Linie 4 eingestellt und die Strecke nach Penge stillgelegt. Hier waren bereits seit Anfang der 1920er Jahre Buslinien eines privaten Unternehmens parallel gefahren. Die vorerst letzte Straßenbahn fuhr schließlich mit den Linien 16, 18 und 42 (vormals Linie 2) am 7. April 1951 durch Croydon.

### South Metropolitan Electric Tramways and Lighting Co. (1904–1933)
Bereits 1901 hatte der Croydon Rural District Council eine Straßenbahn in Mitcham beantragt und die Konzession für den Bau von drei Strecken erhalten, die an der Ecke London Road/Upper Green East in Mitcham beginnen sollten und zum Bahnhof Tooting Junction, zum Cricket Green und entlang der Croydon Road bis zur Stadtgrenze Croydons führen sollten. Am 15. Januar 1902 verkaufte der Council die Konzession an die British Electric Traction Co. Ltd. (BET), die seit 1900 die Straßenbahn Croydon gepachtet hatte und den Betrieb auf ihr führte. Die BET benannte am 3. August 1904 ihre Tochtergesellschaft, die County of Surrey Electrical Power Distribution Co. Ltd. in die South Metropolitan Electric Tramways and Lighting Company (SMET) um, um das Croydoner Streckennetz in eigener Regie zu erweitern und die Straßenbahn in Mitcham zu bauen und zu betreiben. Die Konzessionen für die geplanten Strecken waren bereits 1902 bzw. 1903 genehmigt worden. Alle Erweiterungen im Umfang von insgesamt 21,05 Kilometern wurden 1906 eröffnet:
| Datum             | Streckenabschnitt |
| ----------------- | --- |
| 13. Februar 1906  | Penge, Selby Road (Stadtgrenze) – Croydon Road – Penge, Croydon Road/Penge High Street |
| 12. April 1906    | Croydon Road/Penge High Street – Penge High Street – Bahnhof Penge West – Penge High Street – Penge West, Thicket Road |
| 12. April 1906    | Croydon Road/Anerley Road – Anerley Road – Bahnhof Crystal Palace (Low Level) |
| 26. Mai 1906      | Bahnhof Tooting Junction – London Road – Mitcham, Upper Green East – Commonside West – Croydon Road – Mitcham Road – Mitcham Road/Canterbury Road                                                                         |
| 26. Mai 1906      | Mitcham, Upper Green East – London Road – Mitcham, Cricket Green (London Road/Lower Green West) |
| 28. Mai 1906      | Bahnhof Crystal Palace (Low Level) – Anerley Hill – Crystal Palace, Parade |
| 14. Juli 1906     | Mitcham Road/Canterbury Road – Mitcham Road – Pitlake – Lower Church Street (heute teilweise Cairo New Road) – Church Street/Tamworth Road                                                                                |
| 9. Oktober 1906   | Church Street/Tamworth Road – Tamworth Road – Bahnhof West Croydon |
| 11. November 1906 | Church Street/Tamworth Road – Reeves Corner – Church Street – St. John’s Road – Waddon Road – Epsom Road – Stafford Road – Stanley Park Road – Boundary Road – Park Lane – Ruskin Road – Carshalton Place                 |
| 21. Dezember 1906 | Carshalton Place – Ruskin Road – Beynon Road – Carshalton Road – Ringstead Road – Westmead Road – Lower Road – Benhill Avenue – Benhill Street (heute Benhill Avenue) – Sutton, „The Grapes“ (High Street/Benhill Street) |

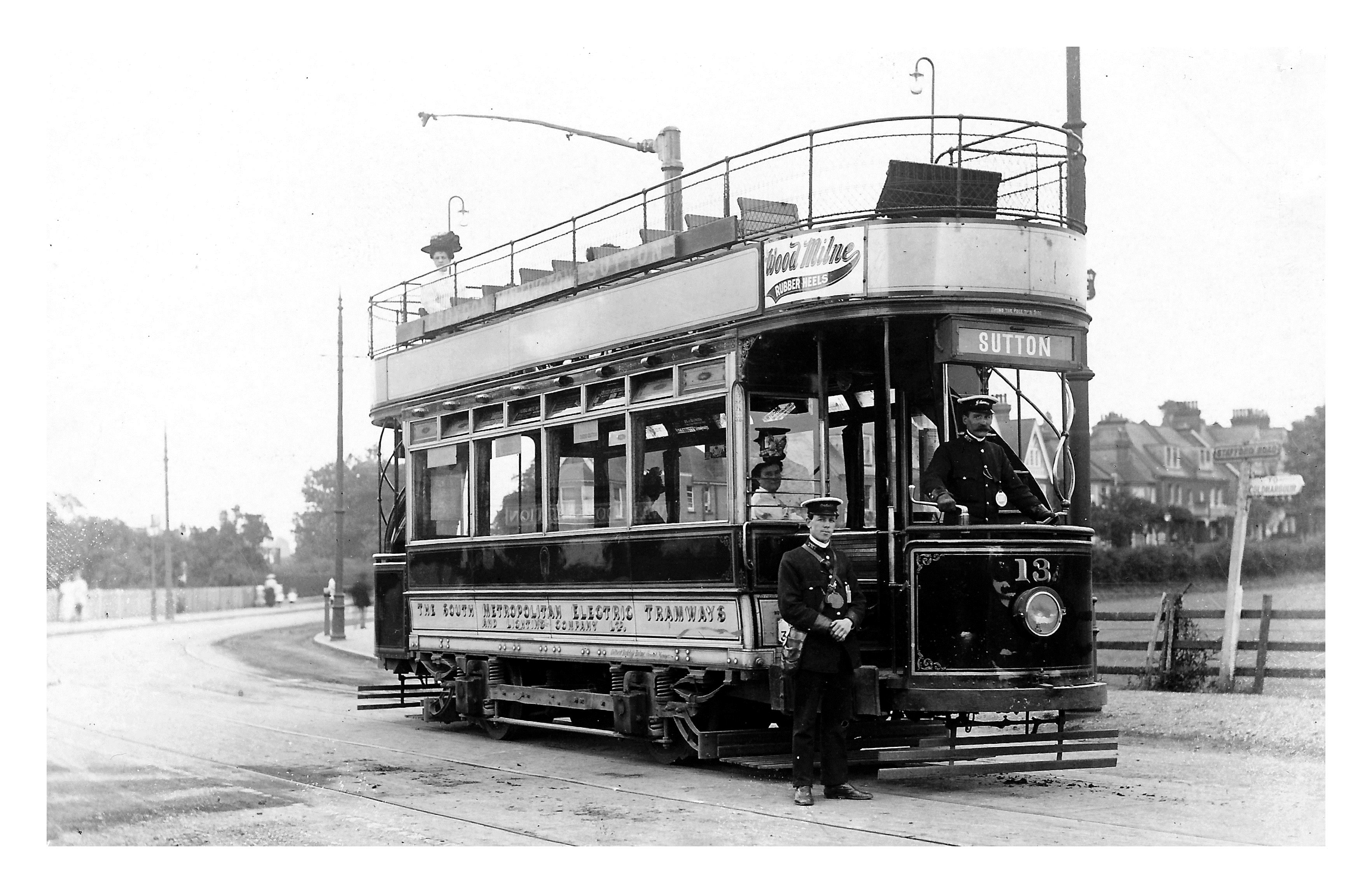
Wagen Nr. 13 der South Metropolitan Electric Tramways and Lighting Co. in der Stafford Road, Waddon Village

Das Netz verfügte über drei Depots, nämlich in Penge in der Oak Grove Road, in der Aurelia Road in West Croydon, sowie in Sutton in der Westmead Road. Die kurze Strecke zum Cricket Green in Mitcham wurde nur bei dortigen Veranstaltungen durch einen Pendelwagen vom Bahnhof Tooting Junction aus bedient.
Als die Betriebsführung des kommunalen Croydoner Streckennetzes durch Auflösung des Pachtvertrags am 1. Juni 1906 auf die Croydon Corporation überging, endeten die Pläne der SMET für einen durchlaufenden Betrieb von Mitcham und Sutton nach Penge bzw. Crystal Palace, da die Croydon Corporation die Überquerung der London Road mit SMET-Fahrzeugen und auch den Einbau einer Gleisverbindung von der Tamworth Road in die London Road untersagte. Am Bahnhof West Croydon musste daher stets umgestiegen werden. Die Strecke nach Penge wurde bis 31. Mai 1906 von der Croydon Corporation betrieben. Nach der Trennung der beiden Bahngesellschaften verkehrte zunächst eine SMET-Linie von Crystal Palace nach Penge West und eine weitere von Crystal Palace zur Stadtgrenze an der Selby Road, wo in den Wagen der Croydon Corporation umgestiegen werden konnte. Ab Anfang 1907 fuhren die beiden Linien von der Stadtgrenze nach Penge West und Crystal Palace. Am 24. Juni 1907 einigten sich die beiden Gesellschaften zu einem Gemeinschaftsbetrieb. Die Croydoner Linie (spätere Linie 4) fuhr wieder durchgehend bis Penge West und eine SMET-Linie verkehrte nun von Crystal Palace bis zum Bahnhof West Croydon auf Croydoner Gleisen. Die drei Linien der SMET begannen nun am Bahnhof West Croydon und führten nach Crystal Palace (spätere Linie 5), Tooting (spätere Linie 6) und Sutton (spätere Linie 7). Am Bahnhof Tooting Junction bestand ab 1907 Übergang zur Straßenbahn London. Eine Gleisverbindung wurde jedoch zunächst nicht hergestellt. Die Straßenbahn London fuhr außerdem mit Unterleitung, während die SMET-Wagen den Fahrstrom aus einer Oberleitung bezogen.
Die BET besaß nicht nur die SMET, sondern auch die Metropolitan Electric Tramways Company Ltd. (MET) im Nordwesten Londons sowie die The Tramways (M.E.T.) Omnibus Company Ltd., eine Busgesellschaft, die ebenfalls im Nordwesten Londons operierte und vor allem Zubringerlinien zur MET betrieb. Eine andere Gesellschaft, die Underground Electric Railways Company of London Ltd., betrieb einen Großteil der U-Bahn London, die London United Tramways (LUT) im Westen Londons und die London General Omnibus Company Ltd., den damals größten Busbetrieb Londons mit mehreren tausend Bussen, die in der ganzen Stadt fuhren. Beide Holding-Gesellschaften gründeten gemeinsam am 20. November 1912 die London and Suburban Traction Company Ltd., die gleichzeitig die MET und die LUT übernahm und eine gemeinsame Betriebsführung für die beiden Bahnen einrichtete. Sie übernahm am 14. Juni 1913 auch die SMET. Der SMET-Betrieb firmierte offiziell weiterhin unter dem alten Namen.
1916 führte die SMET Liniennummern ein. Sie überließ der Croydon Corporation die Nummern 1 bis 4, wobei Linie 4 nach Penge West teilweise auf SMET-Gleisen verkehrte. Die Linien 5 (Crystal Palace), 6 (Mitcham/Tooting) und 7 (Sutton) wurden nun von der SMET betrieben, die anders als die Croydon Corporation die Liniennummern auch an den Fahrzeugen führte. Linie 5 fuhr zwischen Bahnhof West Croydon und der Stadtgrenze zu Penge (Selby Road) auf Gleisen der Croydon Corporation.
Im September 1922 wurde am Bahnhof West Croydon eine Verbindungskurve aus der London Road in die Tamworth Road eingebaut, die nicht linienmäßig und nur zwischen 21 und 9 Uhr befahren werden durfte. Dadurch war es nun möglich, Wagen von den Betriebshöfen in Sutton und West Croydon in den Betriebshof in Penge und umgekehrt umzusetzen. Jede Fahrt über die Kurve musste der Croydon Corporation 24 Stunden im Voraus angekündigt werden. Die Werkstattanlagen in Penge wurden daraufhin aufgegeben und Sutton als einzige Reparaturwerkstatt der SMET beibehalten.
Am 1. September 1926 führte die SMET wie wenige Monate zuvor bereits die Croydon Corporation Gemeinschaftsverkehr mit der Straßenbahn London ein. Am Bahnhof Tooting Junction wurde im August des Jahres eine Gleisverbindung eingebaut und die Londoner Linie 8 fuhr fortan vom Bahnhof London Victoria nach Mitcham, wo sie am Cricket Green endete. Die SMET-Linie 6 wurde ihrerseits bis zur London Road/Upper Green East in Mitcham zurückgenommen. Die Strecke von Tooting Junction nach Mitcham wurde an die Straßenbahn London verpachtet. Ab 19. Juli 1928 verkehrte statt der Linie 8 die Londoner Linie 6 nach Mitcham. 1931 beschloss die SMET, die Strecke nach Penge West stillzulegen, da hier bereits seit Anfang der 1920er Jahre Buslinien parallel verkehrten.
Die SMET übergab am 1. Juli 1933 ihr Streckennetz von 21,05 Kilometern an das London Passenger Transport Board, das die Strecken bis 1937 stilllegte. Die meisten der Strecken wurden danach bis 1959/60 durch den Oberleitungsbus London bedient. Die Strecke nach Penge West (Linie 4) war bereits am 6. Dezember 1933 stillgelegt und durch Dieselbusse ersetzt worden. Am selben Tag wurde die SMET-Linie 6 durch eine Verlängerung der Londoner Linie 30 ersetzt, die von Kensal Green nun bis zum Bahnhof West Croydon fuhr. Die Londoner Linie 6 wurde zum Bahnhof Tooting Junction zurückgenommen, sodass die kurze Strecke zum Cricket Green in Mitcham ebenfalls stillgelegt werden konnte.

### Stilllegung (1933–1951)
Acht Linien wurden bei Übernahme durch das London Passenger Transport Board auf dem Croydoner Netz betrieben:
| Linie | Verlauf (kursiv: nicht Teil des Croydoner Netzes und teilweise später stillgelegt) |
| ----- | --- |
| 2     | Thornton Heath, Whitehorse Lane – Thornton Heath Pond – Bahnhof West Croydon – Crown Hill – Davis Theatre |
| 4     | Bahnhof West Croydon, Station Road – „Gloster“ – Selhurst – South Norwood – „Robin Hood“ (Croydon Road/Anerley Road) – Penge – Penge West, Thicket Road                                                                                         |
| 5     | Bahnhof West Croydon, Station Road – „Gloster“ – Selhurst – South Norwood – „Robin Hood“ – Anerley – Crystal Palace |
| 6     | City (Southwark Bridge) – Elephant & Castle – Stockwell – Balham – Tooting – Tooting Junction – Mitcham, Cricket Green |
| 6     | Bahnhof West Croydon, Tamworth Road – Mitcham Common – Mitcham, Fair Green |
| 7     | Bahnhof West Croydon, Tamworth Road – Waddon – Wallington – Carshalton – Sutton |
| 16    | Victoria Embankment – Blackfriars Bridge (landwärts) / Westminster Bridge (stadtwärts) – Kennington – Brixton – Streatham – Norbury – Thornton Heath Pond – Bahnhof West Croydon – Crown Hill – Davis Theatre – South Croydon – Purley, Brunnen |
| 18    | Victoria Embankment – Blackfriars Bridge (stadtwärts) / Westminster Bridge (landwärts) – Kennington – Brixton – Streatham – Norbury – Thornton Heath Pond – Bahnhof West Croydon – Crown Hill – Davis Theatre – South Croydon – Purley, Brunnen |

Mit der Stilllegung der Linie 4 nach Penge West am 6. Dezember 1933 wurden die bisher als Linie 5A bezeichneten Verstärkerfahrten von der Selby Road (im Berufsverkehr) bzw. Croydon Road/Anerley Road nach Crystal Palace aufgegeben und die Taktdichte der gesamten Linie 5 stattdessen verdoppelt. Am selben Tag, dem 6. Dezember 1933, wurde auch die Londoner Linie 6 zur früheren Endstelle am Bahnhof Tooting Junction zurückgezogen, die Londoner Linie 30 und die SMET-Linie 6 wurden verknüpft, sodass die Linie 30 nun von Kensal Green kommend über Tooting Junction und Mitcham bis zum Bahnhof West Croydon fuhr. Die kurze Stichstrecke in Mitcham vom Fair Green zum Cricket Green konnte stillgelegt werden und wurde nun nur noch von Bussen befahren. Ebenso stillgelegt wurde nun der Betriebshof in West Croydon, die Anlagen blieben jedoch zunächst betriebsfähig. Die Verbindungsweiche wurde am 8. Dezember 1935 ausgebaut, am 2. Juni 1936 jedoch wieder eingesetzt, um in diesem Betriebshof nicht mehr benötigte Wagen verschrotten zu können. Dabei wurde die Einfahrrichtung geändert. Konnte man früher nur aus Richtung Mitcham in den Betriebshof fahren, geschah dies nun aus Richtung Croydon. Am 3. Oktober 1934 wurde die Linie 2 in 42 umbenannt, um Doppelungen der Liniennummern in London zu vermeiden.
Im Juni 1935 wurde zwischen Parker Road und Aberdeen Road ein weiterer Abschnitt der Hauptstrecke im South End zweigleisig ausgebaut. Der einzige eingleisige Abschnitt zwischen Norbury und Purley war nun noch im südlichen Ende der Straße North End, am Crown Hill. Er sollte bis zur Stilllegung der Straßenbahn eingleisig bleiben.
Der Verkehrsbetrieb beabsichtigte, in den folgenden etwa zehn Jahren, das gesamte Londoner Straßenbahnnetz schrittweise auf den Betrieb mit Oberleitungsbussen umzubauen. Am 8. Dezember 1935 wurde in Croydon als erstes die Linie 7 stillgelegt und die neue Obuslinie 654 ersetzte sie. Diese führte an beiden Enden über die frühere Straßenbahnstrecke hinaus. In Sutton verlief sie von der Straßenbahnendstelle weiter durch die High Street bis zur Bushey Road. In Croydon kreuzte die Obusstrecke die Straße North End und führte durch die Station Road bis zur Ecke St Michael’s Road, wo sich noch heute eine große Buswendeschleife befindet. Am 9. Februar 1936 wurde auch die Linie 5 stillgelegt und durch die Verlängerung der Obuslinie 654 nach Crystal Palace ersetzt. Der Betriebshof in Sutton diente nun dem Obus, während der in Penge stillgelegt und verkauft wurde.
Eine kurze Streckenverlängerung erfuhr die Thornton-Heath-Linie (42) am 17. November 1936, als ein Stück der stillgelegten Strecke in der Whitehorse Road bis zur Talbot Road wieder eingesetzt wurde, um die vielbefahrene Kreuzung High Street/Whitehorse Lane von den umsetzenden Straßenbahnen zu entlasten.
Ab 30. Mai 1937 fuhr die Linie 6 wieder bis Mitcham, allerdings nur bis zum Fair Green. Am 12. September 1937 endete dieser Verkehr und die Strecke vom Bahnhof Tooting Junction durch Mitcham bis zum Bahnhof West Croydon wurde stillgelegt. Die neue Obuslinie 630 fuhr nun von Harlesden, College Park über die Strecke der Straßenbahnlinie 30 bis zur Obusschleife am Bahnhof West Croydon in der Station Road. Eine zweite Obuslinie, Linie 612, fuhr vom Prince’s Head in Battersea bis Mitcham, Fair Green und ersetzte somit die weggefallene Straßenbahnlinie 6 zwischen Tooting und Mitcham. Ende 1937 wurde auch der Betriebshof in Purley geschlossen, da die Stilllegungen im Betriebshof Thornton Heath genügend Kapazitäten für die verbleibenden Linien 16, 18 und 42 geschaffen hatten. Die Anlagen in Purley blieben jedoch betriebsfähig und während des Zweiten Weltkrieges wurden hier kriegsbeschädigte Wagen abgestellt.
Der Zweite Weltkrieg brachte Croydon erhebliche Schäden durch Fliegerbombenangriffe, die mehrfach auch den Straßenbahnverkehr behinderten. Die Umstellung des Straßenbahnnetzes auf Obusbetrieb wurde 1940 vorerst ausgesetzt. Der Betriebshof in Purley wurde nun wieder regelmäßig, jedoch in sehr kleinem Umfang genutzt. Drei Wagen waren 1944 hier für die Linien 16 und 18 stationiert. Im Juni 1945 wurden diese drei Wagen verlegt und die Anlage in Purley wurde wieder ausschließlich zum Abstellen von Schadwagen genutzt. Ab dem 25. Oktober 1944 wendete die Linie 42 nicht mehr am Davis Theatre, sondern ein kurzes Stück weiter südlich an der Coombe Road, fuhr jedoch vom Davis Theatre bis dorthin als Leerfahrt. Erst ab 16. August 1946 wurden Fahrgäste bis zur Coombe Road befördert.
Nachdem die Schadwagen im Betriebshof Purley repariert oder verschrottet worden waren, widmete man den Betriebshof zu einer Werkstatt um. Ab dem 7. September 1948 wurden hier Straßenbahnwagen repariert und lackiert. Als die Bahnverwaltung entschied, den engen Betriebshof in Thornton Heath zu schließen, wurden zum 1. Januar 1950 alle dortigen Wagen nach Purley verlegt und dieses Depot nun wieder in den regulären Linienbetrieb eingebunden. Von hier wurden nun zehn Wagen der Linien 16 und 18 eingesetzt. Sechs weitere fuhren im Berufsverkehr als Verstärker auf diesen Linien. Die 13 auf der Linie 42 benötigten Wagen wurden nun ebenfalls von Purley aus eingesetzt.
Die erste Obuslinie Londons, die eingestellt wurde, war am 1. Oktober 1950 die Linie 612 nach Mitcham, ab diesem Tag fuhr auf deren Strecke die Buslinie 44. Die Obuslinie 630 fuhr weiterhin durch Mitcham, sodass hier dadurch keine Obusstrecke abgebaut werden musste. Am selben Tag setzte auch das Stilllegungsprogramm der Straßenbahn wieder ein. Das verbliebene Streckennetz, das sich fast ausschließlich südlich der Themse befand, sollte stufenweise alle drei Monate schrumpfen. Die Strecken in Croydon waren für die dritte Stufe vorgesehen und am 7. April 1951 fuhren die letzten Straßenbahnen der Linien 16, 18 und 42 durch die Stadt. Anders als vor dem Zweiten Weltkrieg wurden die Strecken direkt auf Dieselbusbetrieb umgestellt. Der Betriebshof in Purley wurde endgültig geschlossen. Das Gelände des stillgelegten Betriebshofs in Thornton Heath wurde für einen Busbetriebshof genutzt, der gleichzeitig eröffnet wurde. Die Linien 16 und 18 wurden von der Buslinie 109 abgelöst, die anfangs denselben Streckenweg befuhr, die Linie 42 von der Buslinie 190.
Die neben der Eisenbahn einzigen elektrischen Verkehrsmittel in Croydon waren nun noch die Obuslinien 630 und 654. Die Linie 654 fuhr am 3. März 1959 letztmals, und ab dem folgenden Tag verkehrten auf der Strecke die Buslinien 154 und 157. Die Obuslinie 630 war noch bis zum 20. Juli 1960 im Einsatz und wurde dann durch die Buslinien 64 und 220 ersetzt.

## Wagenpark

### Pferdebahn
Mit Eröffnung des Betriebs 1879/80 standen zunächst nur fünf einstöckige Zweispänner zur Verfügung, die von der Firma Starbuck (später G. F. Milnes & Company) in Birkenhead gebaut worden waren. Zwei weitere Wagen, die jedoch etwas kleiner und daher nur einspännig waren, wurden 1880 für die isolierte Linie nach South Croydon beschafft. Ab 1883 kamen auf der Hauptlinie Crown Hill–Thornton Heath Pond Doppelstockwagen mit offenem Oberdeck zum Einsatz, von denen dann sieben im Bestand waren. 17 weitere doppelstöckige Wagen kamen bis 1897 von unterschiedlichen Herstellern, darunter Birmingham Railway Carriage and Wagon Company, Falcon Works und John Stephenson Car Company, hinzu. Bis April 1897 wurden jedoch alle Eindecker und einige der älteren Doppeldecker bereits verschrottet.
Die Croydon Corporation übernahm 1900 von den Croydon Tramways 18 Pferdebahnwagen (Nummern 14 bis 31) und 175 Pferde. Die Farbgebung der Wagen war unterschiedlich und hing davon ab, auf welcher Strecke sie fuhren. Mit fortschreitender Elektrifizierung des Streckennetzes wurden die Wagen nach und nach verschrottet.

### Croydon Corporation
Der linienmäßig genutzte Fuhrpark der Croydon Corporation bestand ausschließlich aus doppelstöckigen Triebwagen. Beiwagen wurden nicht verwendet. Daneben standen diverse Arbeitsfahrzeuge für die Streckenwartung zur Verfügung. Die Wagen hatten, anders als die Pferdebahnwagen eine einheitliche elfenbein-schokoladenbraune Lackierung und trugen in goldenen Lettern die Aufschrift Croydon Corporation Tramways. 1927 wurden die braunen Lackbereiche in weinrot geändert, 1928 die elfenbeinfarbenen Teile in perlgrau. Nach der Übernahme durch die Straßenbahn London 1933 wurden die verbliebenen Fahrzeuge nach und nach auf die rote Londoner Lackierung umgestrichen.
Zwei Serien von Triebwagen gehörten nicht der Croydon Corporation, sondern der BET, die das elektrische Straßenbahnnetz in den ersten Jahren betrieb. Nach der Loslösung von der Croydon Corporation im Jahr 1906 verblieben diese Wagen bei der BET und wurden auf dem SMET-Netz eingesetzt.
Die Baureihenbezeichnungen wurden 1927 eingeführt, um die verschiedenen Arten der Triebwagen im Großraum London besser abzugrenzen. Sie waren einheitlich für ganz London. Nach der Übernahme des Fuhrparks durch die Straßenbahn London 1933 erhielten alle Wagen einen Buchstaben zur Wagennummer, der auch an den Wagen angebracht wurde, um sie von den von anderen Betrieben übernommenen Fahrzeugen zu unterscheiden. Die Wagen der Croydon Corporation erhielten den Buchstaben E. Die meisten Wagen wurden in den folgenden Jahren in das Nummernsystem des Londoner Betriebs integriert.
| Triebwagen (BR=Baureihe)  | Baujahr | Hersteller (WK=Wagenkasten, FG=Drehgestell, M=Motoren)                                      | Leistung | Sitze (oben/unten) | Bauart                 | Verbleib (a=ausgemustert, U=Umbau, KV=Kriegsverlust) |
| ------------------------- | ------- | ------------------------------------------------------------------------------------------- | -------- | ------------------ | ---------------------- | --- |
| 1–35                      | 1901    | WK: Milnes, FG: Peckham (Tw 1–8, 11–12, 15, 23–26, 35), Brill (übrige), M: General Electric | 2× 27 PS | 22/30              | offenes Oberdeck       | 13, 25, 34, 35 1918 U (35 erhält dabei Brill-FG); 13, 25, 34, 35 1927 an SMET; Rest 1927 a |
| 36–45                     | 1902    | WK/FG: Milnes, M: General Electric                                                          | 2× 27 PS | 22/33              | offenes Oberdeck       | 1906 an SMET (dort Tw 17–26) |
| 46–55 (BR B)              | 1902    | WK: Milnes, FG: Brill, M: General Electric                                                  | 2× 25 PS | 30/39              | offenes Oberdeck       | 1927 47 in 22I und als BR B/1 klassifiziert; Rest 1928 in 21I und 23I–30I und als BR B/2 klassifiziert; 1933 an Straßenbahn London und in 21E–30E; 1933/34 in 365–374; alle 1936/37 a |
| 56–60                     | 1902    | WK/FG: Brush, M: General Electric                                                           | 2× 25 PS | 30/39              | offenes Oberdeck       | 1906 an SMET (dort Tw 27–29, 31, 35) |
| 36I–45I, 56I–60I (BR W/1) | 1906    | WK: Brush, FG: Mountain & Gibson, M: Westinghouse                                           | 2× 31 PS | 22/32              | offenes Oberdeck       | 36–40 1918 U auf Brill-FG; 37–38 1924 U auf Motoren von B.T.-H.; 43–44 1927 an SMET (44 dort Tw 53); 41, 57 1927 a; 60, 59, 58, 56, 45, 42, 40, 39, 38, 37, 36 in dieser Reihenfolge 1927 in 10I–20I; 1933 an Straßenbahn London und in 10E–20E; 11E, 17E 1933/34 in 355, 349; 19E 1934 U in Schneepflug, Rest 1934 a (349 erst 1935 a); 19E 1937 a |
| 61–70 (BR W/1)            | 1907    | WK: Brush, FG: Brill, M: Westinghouse                                                       | 2× 31 PS | 22/32              | offenes Oberdeck       | 62–64, 66–67, 69 1927 an SMET; 70, 68, 65, 61 in dieser Reihenfolge 1927 in 6I–9I; 1933 an Straßenbahn London und in 6E–9E; 1934 a |
| 71–75 (BR W/1)            | 1911    | WK/FG: Brush, M: Westinghouse                                                               | 2× 31 PS | 22/32              | offenes Oberdeck       | 75, 74, 73, 72, 71 in dieser Reihenfolge 1927 in 1I–5I; 1933 an Straßenbahn London und in 1E–5E; 1933/34 1E–3E in 345–347; 4E–5E 1934 a; Rest 1936 a |
| 31II–40II (BR E/1)        | 1927    | WK/FG: Hurst-Nelson, M: General Electric                                                    | 2× 65 PS | 27/42              | geschlossenes Oberdeck | 1933 an Straßenbahn London und in 31E–40E; 1933/34 in 375–384; 376 1945 KV; 384 1951 a; Rest 1952 a |
| 41II–55II (BR E/1)        | 1928    | WK/FG: Hurst-Nelson, M: General Electric                                                    | 2× 65 PS | 27/42              | geschlossenes Oberdeck | 1933 an Straßenbahn London und in 41E–55E; 1933/34 in 385–399; 396 1941 KV; 387, 397 1951 a; Rest 1952 a |

### South Metropolitan Electric Tramways
Die meisten Wagen der SMET waren Doppeldecker, erst 1920 wurden die ersten geliehenen Eindecker auf dem Streckennetz genutzt. Im Eröffnungsjahr des Betriebs wurden zwei Serien neuer Wagen beschafft, weitere Wagen wurden gebraucht von der Croydon Corporation und aus Gravesend übernommen. Die SMET-Wagen wurden dunkelgrün-creme gestrichen und fuhren zunächst mit der Firmenaufschrift „South Metropolitan Electric Tramways“. 1928 wurden sie mit der Aufschrift SouthmeT an den Seiten versehen.
Bei der SMET wurden bereits 1916 Baureihenbezeichnungen eingeführt. Ab 1920 wurden einige gebrauchte Fahrzeuge von anderen Betrieben gekauft oder geliehen, darunter auch Eindecker. 1921 wurde die Farbgebung der Wagen auf das bei der Underground-Gruppe übliche rot-weiß geändert. Insgesamt übergab die SMET 1933 52 im Linienbetrieb eingesetzte Wagen an das London Passenger Transport Board. Sie erhielten den Kennbuchstaben S bzw. wurden nach kurzer Zeit verschrottet.
Die 1927 ausgemusterten Wagen wurden größtenteils nicht verschrottet, sondern blieben als Ersatzteilspender noch einige Zeit in den Depots stehen.
| Triebwagen (BR=Baureihe)                         | Baujahr | Hersteller (WK=Wagenkasten, FG=Drehgestell, M=Motoren) | Leistung | Sitze (oben/unten) | Bauart                 | Verbleib (a=ausgemustert, U=Umbau, KV=Kriegsverlust) |
| ------------------------------------------------ | ------- | ------------------------------------------------------ | -------- | ------------------ | ---------------------- | --- |
| 1–16 (BR J)                                      | 1906    | WK: UEC, FG/M: Brush                                   | 2× 40 PS | 28/30              | offenes Oberdeck       | 16 1918 U und als BR J/1 umklassifiziert; 16 1928 U und nun als BR J/2 klassifiziert; Rest 1928 U (bleiben BR J); 1933 an Straßenbahn London; alle 1935 a                                                                                                |
| 17–26 (BR K)                                     | 1902    | WK/FG: Milnes, M: General Electric                     | 2× 27 PS | 22/33              | offenes Oberdeck       | 1906 von der Croydon Corporation (ex Tw 36–45) übernommen; 17 1927 a; 21, 22, 26 1927 U (26 dabei in BR K/2 umklassifiziert); 20, 24–25 1927 betriebsfähig abgestellt; 21 1927 a; 19 ca. 1928 in Abschleppwagen; 1933 an Straßenbahn London; alle 1934 a |
| 27–29, 31, 35 (BR L)                             | 1902    | WK/FG: Brush, M: General Electric                      | 2× 25 PS | 30/39              | offenes Oberdeck       | 1906 von der Croydon Corporation (ex Tw 56–60) übernommen; alle 1931 betriebsfähig abgestellt; 1933 an Straßenbahn London; alle 1934 a |
| 30, 32–34 (BR O)                                 | 1902    | WK: ERTCW, FG: Brill, M: Dick&Kerr                     | 2× 30 PS | 34/34              | offenes Oberdeck       | 1906 (Tw 30, 32) bzw. 1907 (Tw 33, 34) von der Straßenbahn Gravesend übernommen; alle 1931 betriebsfähig abgestellt; 1933 an Straßenbahn London; alle 1934 a                                                                                             |
| 36–51 (BR M)                                     | 1906    | WK/FG/M: Brush                                         | 2× ? PS  | 24/26              | offenes Oberdeck       | 47 1927 an die MET (dort Arbeits-Tw 04); 37, 38, 41, 43, 46, 48 1929/30 U; 1933 an Straßenbahn London und in 36S–46S, 48S–51S; alle 1936 a |
| 145, 150 (BR E)                                  | 1905    | WK/FG: Brush, M: General Electric                      | 2× 27 PS | 36                 | Eindecker              | 1920 von der MET geliehen (behielten ihre dortigen Nummern); 1925 an MET zurückgegeben |
| (13I, 25I, 34I–35I)                              | 1901    | WK: Milnes, FG: Brill, M: General Electric             | 2× 27 PS | 22/30              | offenes Oberdeck       | 1927 von der Croydon Corporation übernommen, behielten ihre Nummern; 13 direkt weiter an LUT (dort Arbeits-Tw 006); Rest direkt a |
| 17I, 21I, 52, (62–63, 69) (BR P)                 | 1907    | WK: Brush, FG: Brill, M: Westinghouse                  | 2× 31 PS | 22/32              | offenes Oberdeck       | 1927 von der Croydon Corporation übernommen (17, 21, 52 ex Tw 64, 66, 67, Rest behielt die Nummern); 62–63 direkt a; 69 direkt weiter an MET (dort Arbeits-Tw 09); Rest 1933 an Straßenbahn London; 1934 a                                               |
| (43I), 53 (BR P)                                 | 1906    | WK: Brush, FG: Mountain & Gibson, M: Westinghouse      | 2× 31 PS | 22/32              | offenes Oberdeck       | 1927 von der Croydon Corporation übernommen, 43 behielt seine Nummer, 53 (ex Tw 44); 43 direkt weiter an MET (dort Arbeits-Tw 07); 53 1928 in 47I; 1933 an Straßenbahn London und in 47S; 1934 a                                                         |
| 267–269, 271–272, 276, 278, 286, 290, 293 (BR U) | 1902    | WK: Milnes, FG: Brill, M: Westinghouse                 | 2× 31 PS | 30/39              | offenes Oberdeck       | 1931 von der LUT geliehen (behielten ihre dortigen Nummern); 286 ca. 1932 zurückgegeben; durch Übernahme beider Betriebe durch die Straßenbahn London Leihe aufgehoben                                                                                   |
| 299 (BR U)                                       | 1902    | WK: Milnes, FG: Brill, M: Westinghouse                 | 2× 31 PS | 30/39              | geschlossenes Oberdeck | ca. 1932 von der LUT geliehen (behielt seine dortige Nummer); durch Übernahme beider Betriebe durch die Straßenbahn London Leihe aufgehoben |